# Alfred Rupert Hall
Alfred Rupert Hall, souvent cité sous le nom Rupert Hall (né à Stoke-on-Trent le 26 juillet 1920 – mort le 5 février 2009) est un historien des sciences britannique, qui a notamment fait connaître les écrits inédits de Newton (1962) et publié sa correspondance (1977).

## Biographie
Passionné par l'histoire des inventions, Hall avait entrepris des études d'histoire à Christ's College (Cambridge) en 1938 lorsqu'il fut mobilisé. Il ne passa donc sa licence qu'en 1946. Son expérience militaire lui avait permis de s'initier à la balistique, et c'est ainsi qu'il publia en 1952 un essai sur l'artillerie au XVIIe siècle. Il fut élu fellow (professeur titulaire) de Christ's College en 1949.
Hall apporta à l'étude de l'artillerie les méthodes de l'histoire, et il renouvela par là l'histoire des techniques au Royaume-Uni. Le premier président de la British Society for the History of Science, Charles Singer, fut d'abord très réservé sur le manque de connaissances scientifiques de Rupert Hall mais, gagné par l'enthousiasme de ce nouveau collaborateur, il se l'associa pour composer une « Histoire des techniques » en cinq volumes (History of Technology, Oxford University Press, 1954–1958).
En 1948 Hall fut nommé conservateur en chef du Musée Whipple d'histoire des sciences de Cambridge, et en 1950 il amorça un cycle de conférences sur l'histoire des sciences. Il parvint à faire reconnaître cette discipline dans le cycle de licence mathématiques de l'université (le tripos).
Entre-temps, une historienne américaine, Marie Boas, était venue à Cambridge étudier les manuscrits de Robert Boyle : elle y rencontra Rupert Hall, qui travaillait, lui, sur les manuscrits d'Isaac Newton. Hall, divorcé, partit la retrouver aux États-Unis en 1959 pour l’épouser. En 1963, le couple reçut une offre d'Imperial College à Londres, où Hall devint le premier professeur d'histoire des sciences.
De 1962 à 1986, les Hall éditèrent, traduisirent et publièrent la correspondance d'Henry Oldenburg en 13 volumes. Oldenburg avait été historiquement le premier secrétaire de la Royal Society et le fondateur de son journal, les Philosophical Transactions, prolongement du commerce épistolaire qu'il entretenait avec toute l'Europe savante. Marie et Rupert Hall publièrent également une partie des manuscrits inédits de Newton (1962). En 1980, Rupert Hall fit paraître Philosophers at War, récit imagé de la querelle de priorité entre Newton et Leibniz sur le calcul infinitésimal.
Rupert dirigea pendant quatre ans le séminaire d'histoire de la médecine subventionné par le Wellcome Trust.

## Œuvres
- Ballistics in the seventeenth century; a study in the relations of science and war with reference principally to England. Cambridge: Cambridge University Press, 1952.
- The scientific revolution, 1500-1800; the formation of the modern scientific attitude. Londres: Longmans, Green, 1954.
- Isaac Newton. Unpublished scientific papers of Isaac Newton: a selection from the Portsmouth collection in the University Library, Cambridge. (Edited by A. Hall and Marie Boas Hall.) Cambridge : Cambridge University Press, 1962.
- Correspondence of Henry Oldenburg. (Edited by A. Rupert Hall and Marie Boas Hall.) Madison: University of Wisconsin Press, 1965.
- The Cambridge Philosophical Society: a history, 1819-1969. Cambridge , Scientific Periodical Library, 1969.
- Philosophers at war: the quarrel between Newton and Leibniz. Cambridge, Cambridge University Press, 1980.
- From Galileo to Newton. New York: Dover Publications, 1981.
- The revolution in science, 1500-1750. 3rd ed. London: Longman, 1983.
- Henry More: magic, religion, and experiment. Blackwell science biographies. Oxford  Blackwell, 1990.
- Isaac Newton, adventurer in thought. Blackwell science biographies. Oxford  Blackwell, 1992.
- History of technology. Londres: Mansell. (with Norman Alfred Fisher Smith)